# (42403) Andraimon
(42403) Andraimon (6844 P-L) – planetoida z grupy trojańczyków okrążająca Słońce w ciągu 12,27 lat w średniej odległości 5,32 j.a. Odkryta 24 września 1960 roku.